# 夢魔 (絵画)
『夢魔』（むま、英語: The Nightmare）はイングランド系スイス人の画家であるヘンリー・フュースリーによって1781年に制作された油彩画の作品である。腕を下に投げ出して金縛りのような状態で眠る女性、女性の胸の上にしゃがんで座る悪魔のような猿に似た夢魔が描かれている。2021年時点ではデトロイト美術館に所蔵されている。 
この絵は1782年にロンドンのロイヤル・アカデミー・オブ・アーツで初公開された後、批評家とパトロンを魅了した。政治的な風刺でパロディ化され、版画としても広まるほど人気となった。高い評価を受けたため、フュースリーは少なくとも他に3つのバージョンを制作した。
作品の解釈はさまざまである。作品は悪夢を見ている女性と悪夢の内容を同時に描き出しているように見える。夢魔と牡馬の頭は当時の悪夢についての信仰と民間伝承を表している。しかし、理論家の中にはこれらはもっと特別な意味を持つと見なしている者もいる。当時の批評家はこの作品の明白な性的要素に驚かされた。以降、学者の中にはユングの無意識の理論を予期するものとして解釈する者もいた。

## 作品
『夢魔』は悪夢が女性に及ぼす影響と夢の内容の両方を同時に表現している。作品は長い首をあらわにしながら、ベッドの端から頭を垂れ下げ寝ている女性を描写する。夢魔がこちらを見つめながら女性の体の上に座っている。 女性は仰向けに横になり、まるで死んでいるように見え、この姿勢は悪夢を助長していると考えられる。
当時の鑑賞者にとって、作品は夢魔と牡馬 (mare) の関係を引きあいに出し悪夢 (nightmare) を強調するものだった。作品はフュースリーと同輩の白昼夢の経験に影響を受けたものとされる。フュースリーたちは、白昼夢の経験は1人で眠っている人々に取り憑いた悪魔や魔女に関するドイツの民族伝承に関係づけることができると知った。伝承の中では、男性のもとには「悪夢に悩む」という意味の"hag-riding"や"mare-riding"の語源となった魔女や牡馬が訪れると考えられ、女性は悪魔と性交すると考えられていた。しかしながら、「悪夢」の語源は、馬とは関係がない。「悪夢」という語はmaraという語に由来する。maraとは、寝ている人に苦痛を与えたり、窒息死させる悪魔を指すスカンジナビアの神話上の生物を表す用語である。"nightmare"の古い意味は、眠っている人の金縛りや、呼吸困難、恐怖の感情による胸が圧迫されたという経験を含めたものであった。
チューリッヒで生まれたヘンリー・フュースリーにとって睡眠と夢はありふれた主題であったが、叙任された牧師であった彼の作品の中では『夢魔』は文学や宗教的なテーマについての言及がない点で非常に珍しかった。彼の知られている中で最も古い作品は"Joseph Interpreting the Dreams of the Baker and Butler"（パン屋と酒倉係の夢を解釈しているヨセフ）（1768年）である。それ以降の作品として、ジョン・ミルトンの『失楽園』に影響を受け描かれた作品『羊飼いの夢』（1798年）、また、シェイクスピアの戯曲『リチャード三世』を基にして制作された"Richard III Visited by Ghosts"（1798年）がある。
フュースリーの芸術の歴史についての知識は幅広かったため、批評家たちはこの絵画が古代、古典、ルネサンスの芸術から影響を受けた箇所の材源を明らかにすることが可能になった。批評家ニコラス・パウエルによると、女性の姿勢はヴァチカンの古代彫刻『眠るアリアドネ』に由来する可能性があり、また、夢魔の表現様式はシチリアの古代遺跡であるセリヌンテにある銅像に由来する可能性がある。パラッツォ・デル・テにあるジュリオ・ロマーノの『ヘカベーの夢』の女性も同様に由来とされている。パウエルは馬とルネサンスのドイツ人芸術家ハンス・バルドゥングの木版画、または、ローマのクイリナーレにある大理石の『馬の調教師』と関係づけている。準備段階のチョークでのスケッチに含まれていなかったため、フュースリーは後からの思い付きとして馬を足した可能性がある。絵画自体の存在感は「悪夢」の世界における視覚的なしゃれ、また、民間伝承への意識的な言及と考えられている。牡馬はこの絵の着想に揺さぶりをかけ、ゴシック的なトーンにも貢献している。

## 発表

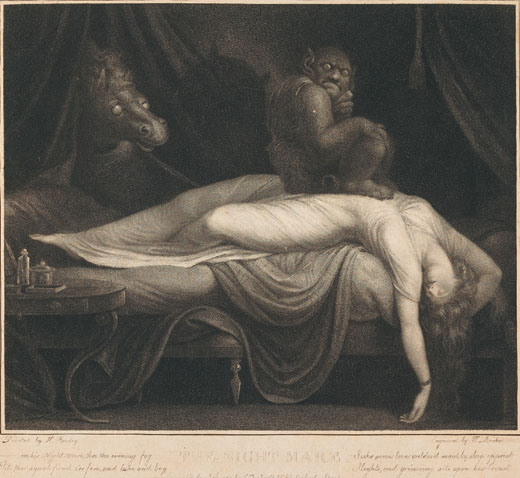
トーマス・バークによる1783年の版画版「夢魔」。

1781年に制作された。1782年にロイヤル・アカデミー・オブ・アーツで初めて展示され、大きな評判を呼んだ。初期の伝記作家で友人だったジョン・ノウルズは「めったにないほど（中略）人々の興味を掻き立てた」と言った。ロイヤル・アカデミーでの展示にはフュースリーによるウィリアム・シェイクスピアの作品をテーマとした絵も含まれており、このおかげでフュースリーは出版業者ジョン・ボイデルによる『ボイデル・シェイクスピア・ギャラリー』に8枚の絵を描く契約を手にした。
1782年から数十年の間作品は有名だったため、フュースリーは同じテーマでほかの作品を制作し始めた。フュースリーはオリジナル作品を20ギニーで売却した。そして、1783年1月からトーマス・バークの低価格の版画が広く普及し、発行者のジョン・ラファエル・スミスは少なくとも500ポンド以上の収益を得た。エラズマス・ダーウィンの短詩「悪夢」が版画の下に書かれた。
ダーウィンは短詩「悪夢」を「植物の愛」（1789年）に追加し、また、「植物の愛」の中で悪夢についてさらに詳しく述べた。「植物の愛」にはフュースリーが口絵を提供した。

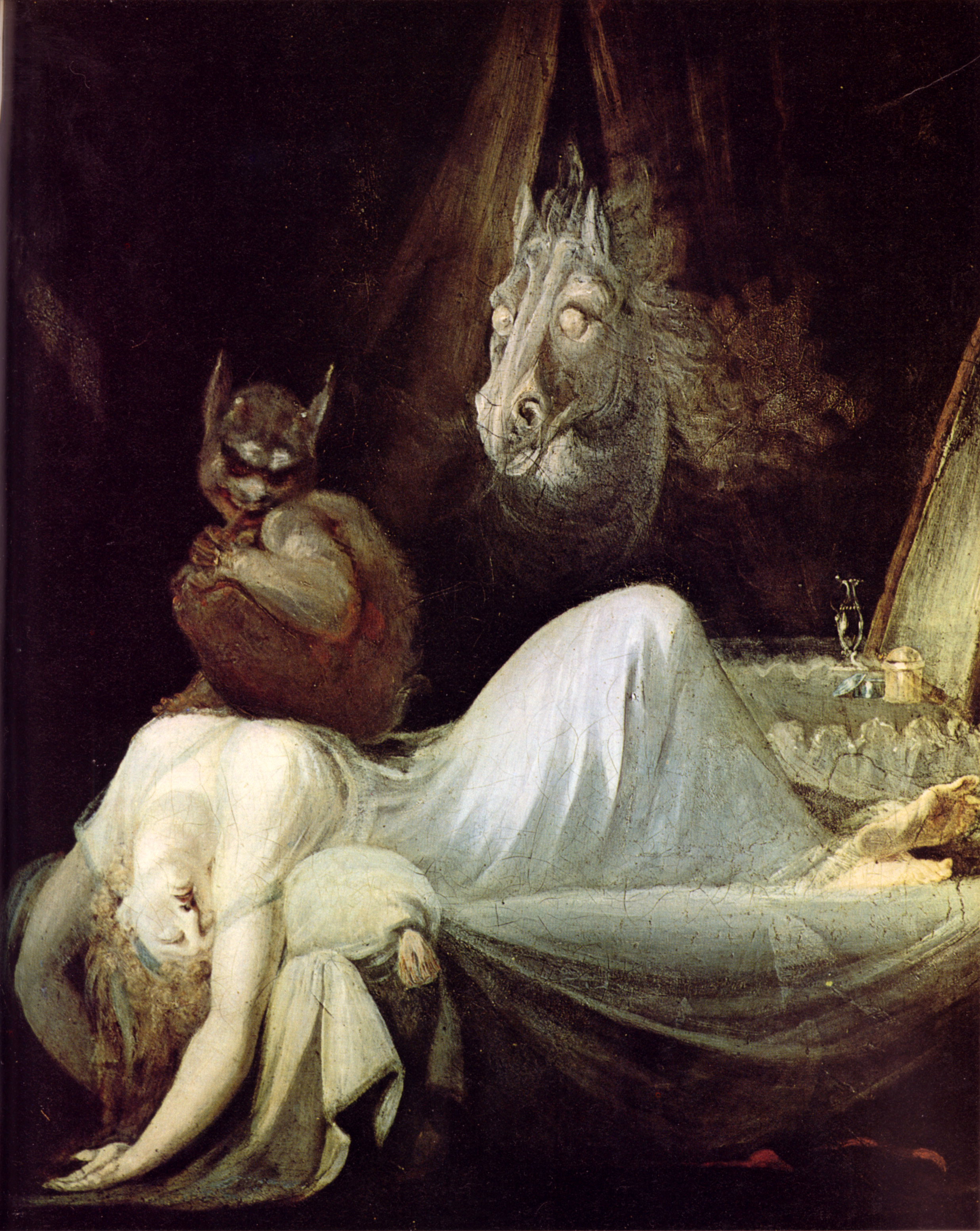
本作の人気ゆえ、フュースリーはこの1790年から1791年のバージョンを初めとして多数、同じテーマの絵画を描いた。

フュースリーは最初の『夢魔』が成功したため、続いて他のバージョンを描き、少なくとも3枚が現存している。『夢魔』のバージョンのひとつはフュースリーの親友で出版業者であったジョセフ・ジョンソンの上にかかっていて、毎週ディナーの席で来客に披露されていたという。 1790年から1791年の間に描かれ、フランクフルト・アム・マインのゲーテ博物館に所蔵されている絵画は重要である。オリジナルより小さく、女性の頭が左に垂れていて、女性に向かい合って右側に鏡がある。夢魔は絵画の外ではなく女性のほうを見ており、とがった猫のような耳をしている。現存する2つの版の最も顕著な差はテーブルの上にあるカップルのエロティックな小像である。

## 背景

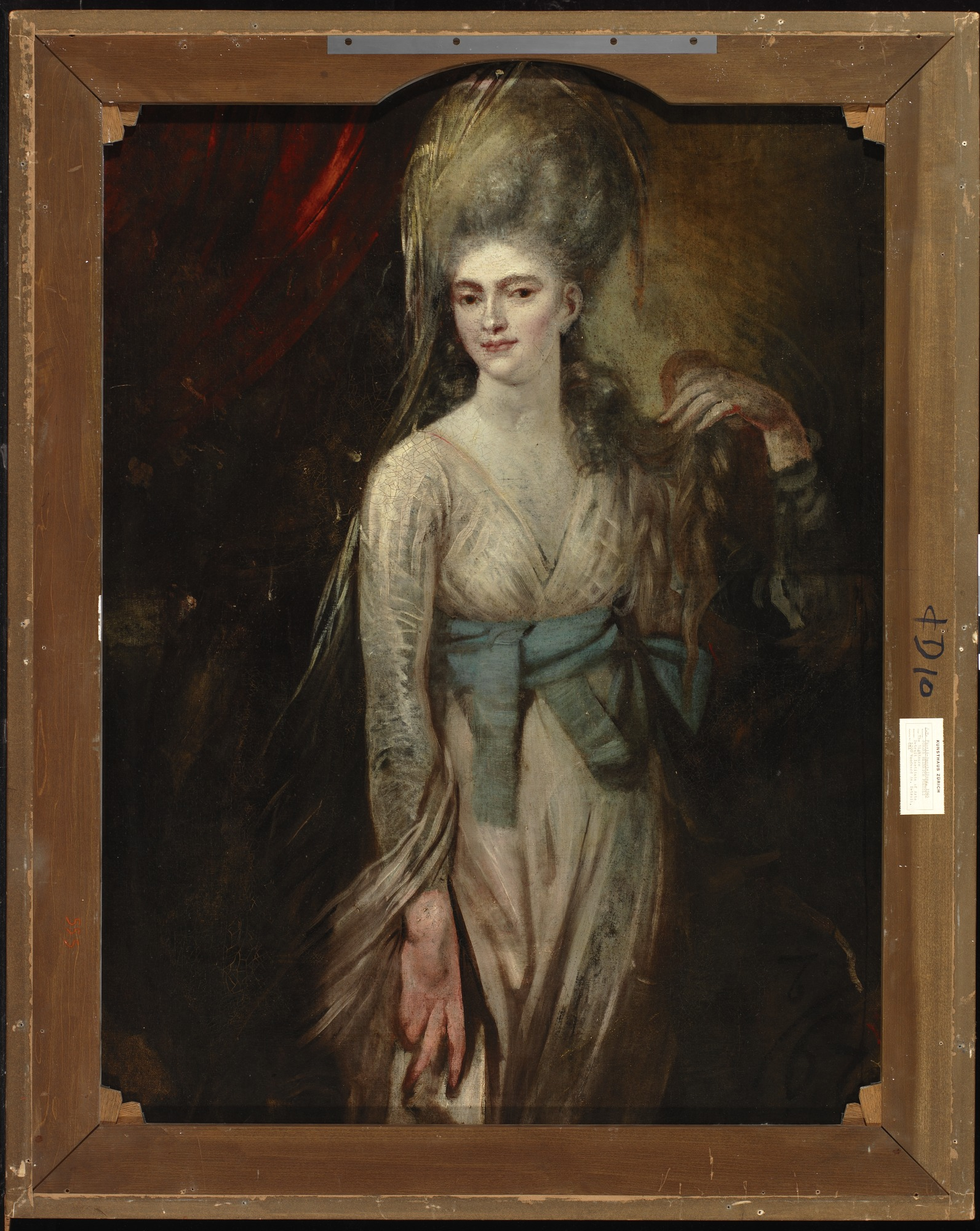
『夢魔』の後ろに描かれた未完成の絵画。

絵画を描く数年前にフュースリーはローマからロンドンに旅する途中、チューリッヒのアンナ・ランドホルトという女性と恋に落ちた。フュースリーは友人に、アンナの身体にベッドで布を巻き付ける幻想について書き送っている。アンナは別の男性と結婚したが、この体験は本作と関係しているのではないかとも言われている。

## 解釈
本作はその性的なテーマゆえにスキャンダラスと見なされることもあった。人類学者のチャールズ・スチュワートはこの眠っている女性を「肉欲的」と評した。この女性を「性交を受け入れる体位」と記述したゴシック研究者もいた。フュースリーの絵画は昇華された性本能の典型的表現と見なされている。関連する解釈として、インキュバスは夢で男性のリビドーを象徴し、カーテンから割り込む馬は性行為を表しているというものがある。

## 受容と影響

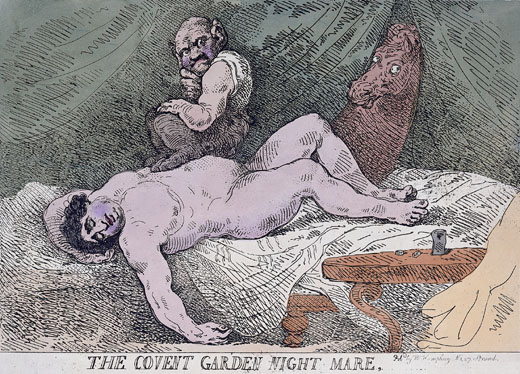
政治家のチャールズ・ジェームズ・フォックスはトマス・ローランドソンによる諷刺的な彩色エッチング『コヴェント・ガーデンの夢魔』（1784年）の対象になった。

『夢魔』は広く模倣・剽窃され、ジョージ・クルックシャンクやトマス・ローランドソンなどにより、しばしば政治風刺画でパロディの題材に用いられたd[›]。たとえばホレーショ・ネルソン提督が夢魔、愛人のエマ・ハミルトンが眠っている女性になっている絵などが描かれた。パロディはフュースリーをからかうものと見なす者がいる一方、むしろ『夢魔』は単に諷刺の対象をバカにするための手段に過ぎないという考えもある。

### 文学への影響
『夢魔』はメアリー・シェリーのゴシック小説『フランケンシュタイン』（1818年）の1場面に影響を与えている可能性がある。シェリーはこの絵画を知っていたと思われる。両親であるメアリ・ウルストンクラフトとウィリアム・ゴドウィンはフュースリーを知っていた。怪物がヴィクター・フランケンシュタインの妻を殺す場面には「彼女はそこで命も生気もなくベッドに身を投げ出した状態で横たわり、頭は下に垂れ、半ば髪に隠れて顔が青白く歪んでいた」という描写があり、この象徴的なイメジャリーはこの絵画にヒントを得ている可能性が指摘されている。『フランケンシュタイン』とフュースリーの伝記には類似のテーマが見いだせる。フュースリーのインキュバスには恋の相手であるアンナが別の男性と結婚するのを見て抱いた感情が持ち込まれているが、シェリーの怪物は結婚式の拠るにヴィクターへの復讐を誓う。フランケンシュタインの怪物のように、フュースリーの夢魔は象徴的に結婚を妨げようとしている。
エドガー・アラン・ポーは短編小説『アッシャー家の崩壊』（1839年）で『夢魔』を引き合い出しているのかもしれないと言われている。語り手はアッシャー家にかかっている絵画をフュースリーの作品になぞらえており、ここで「インキュバス」に言及している。ポーもフュースリーも潜在意識に関心を抱いていた。

### 20世紀から21世紀
フュースリーの『夢魔』は20世紀に心理学や精神分析学を研究した理論家に影響を及ぼしたと言われている。1920年代、ジークムント・フロイトのウィーンの家には『夢魔』の模作が飾られていた。カール・グスタフ・ユングは『夢魔』などのフュースリーの作品を『人間と象徴』（1964年）で取り扱っている。
テート・ブリテンは2006年2月15日から5月1日まで、『夢魔』を中心的な展示品としてGothic Nightmares: Fuseli, Blake and the Romantic Imagination（「ゴシックの悪夢：フュースリー、ブレイク、ロマン主義的想像力」）という展覧会を開催した。展覧会カタログによると、この絵画はシェリーの小説の最初の映画化である『フランケンシュタイン』（1931年）や『O侯爵夫人』（1976年）などに影響を与えている可能性がある。
現代の芸術家ではバルテュスが『夢魔』の要素を自作に組み込んでいる (e.g., The Room,d[›] 1952–54)。
2015年のドイツのサイコロジカルスリラー映画であるDer Nachtmahrは、この絵画からタイトルやテーマの一部についてヒントを得ている。